# Quảng trường Šafárik ở Bratislava
Quảng trường Šafárik ở Bratislava (tiếng Slovakia: Šafárikovo námestie (Bratislava)) là một trong những quảng trường lịch sử ở Bratislava, thủ đô của Slovakia.

## Lịch sử
Quảng trường này được đặt theo tên của nhà ngôn ngữ học kiêm sử gia nổi tiếng người Slovakia - Pavel Jozef Šafárik (1795 - 1861). Giống với nhiều quảng trường lâu đời khác, quảng trường Šafárik cũng từng có một số tên gọi khác trong lịch sử. Trước năm 1918, tên gọi chính thức của nơi đây là König András-Platz (tiếng Đức) hoặc András király-tér (tiếng Hungary).

## Vị trí
Quảng trường Šafárik tiếp giáp với 5 đường phố, đó là: Vajanského nábrežie - Dostojevského rad - Štúrova - Dobrovičova - Gondova. Ở khu vực xung quanh quảng trường còn có một số địa danh và di tích văn hóa đáng chú ý, chẳng hạn như:
- Giữa quảng trường: Công viên cùng với Đài phun nước Vịt (có từ năm 1914, tác giả: Robert Kühmayer).[4]
- Tiếp giáp phố Dobrovičová: Tòa nhà mang phong cách Tân nghệ thuật (được xây dựng trong giai đoạn 1904 - 1910).[5]
- Tiếp giáp phố Dostojevský rad: Tòa nhà mang phong cách Gothic (có từ năm 1904).[6]
- Khách sạn Krym (từ năm 1893 - phong cách Tân Baroque).[7]

## Hình ảnh

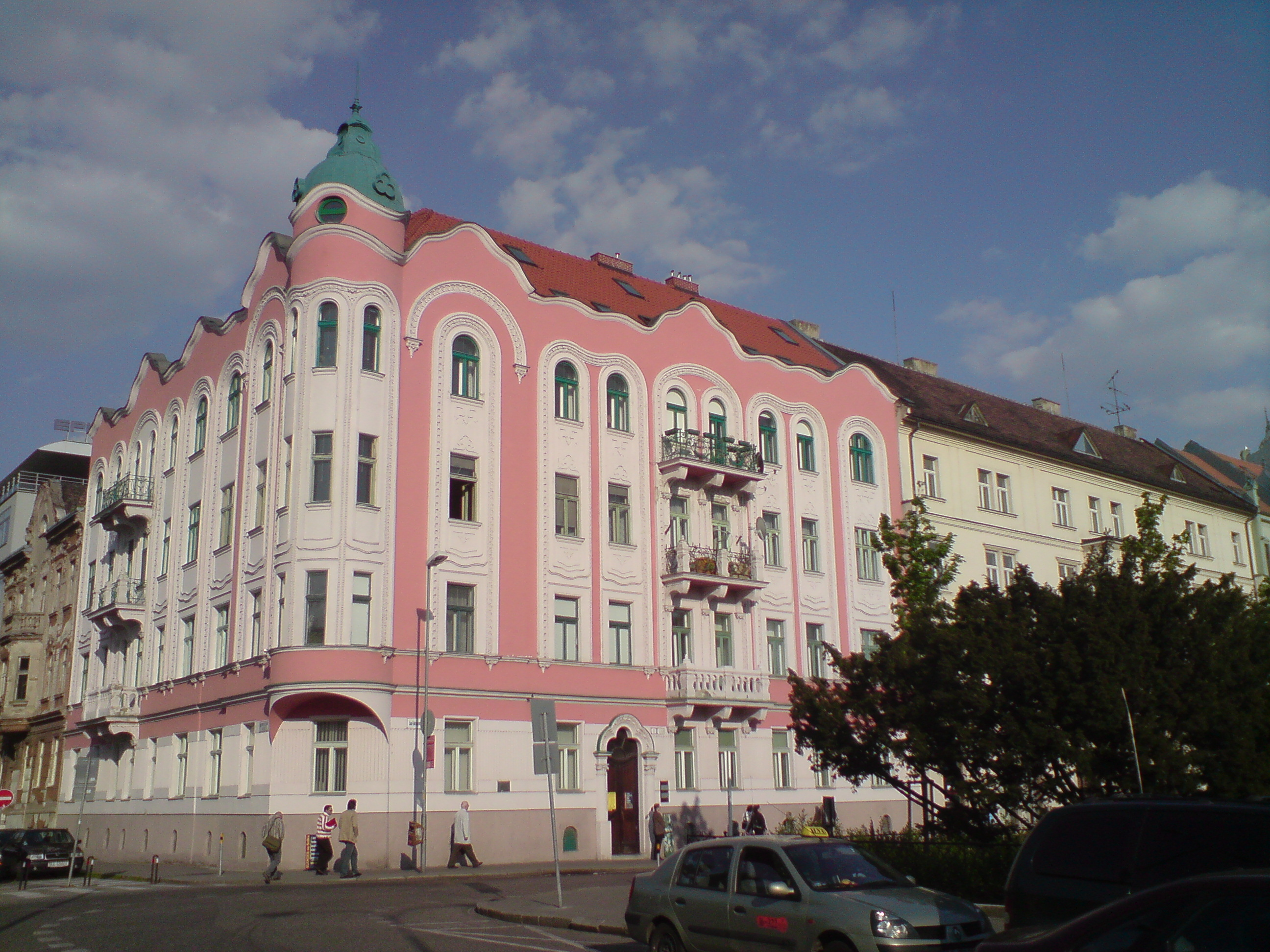
Tòa nhà mang phong cách Tân nghệ thuật (phố Dobrovičová)
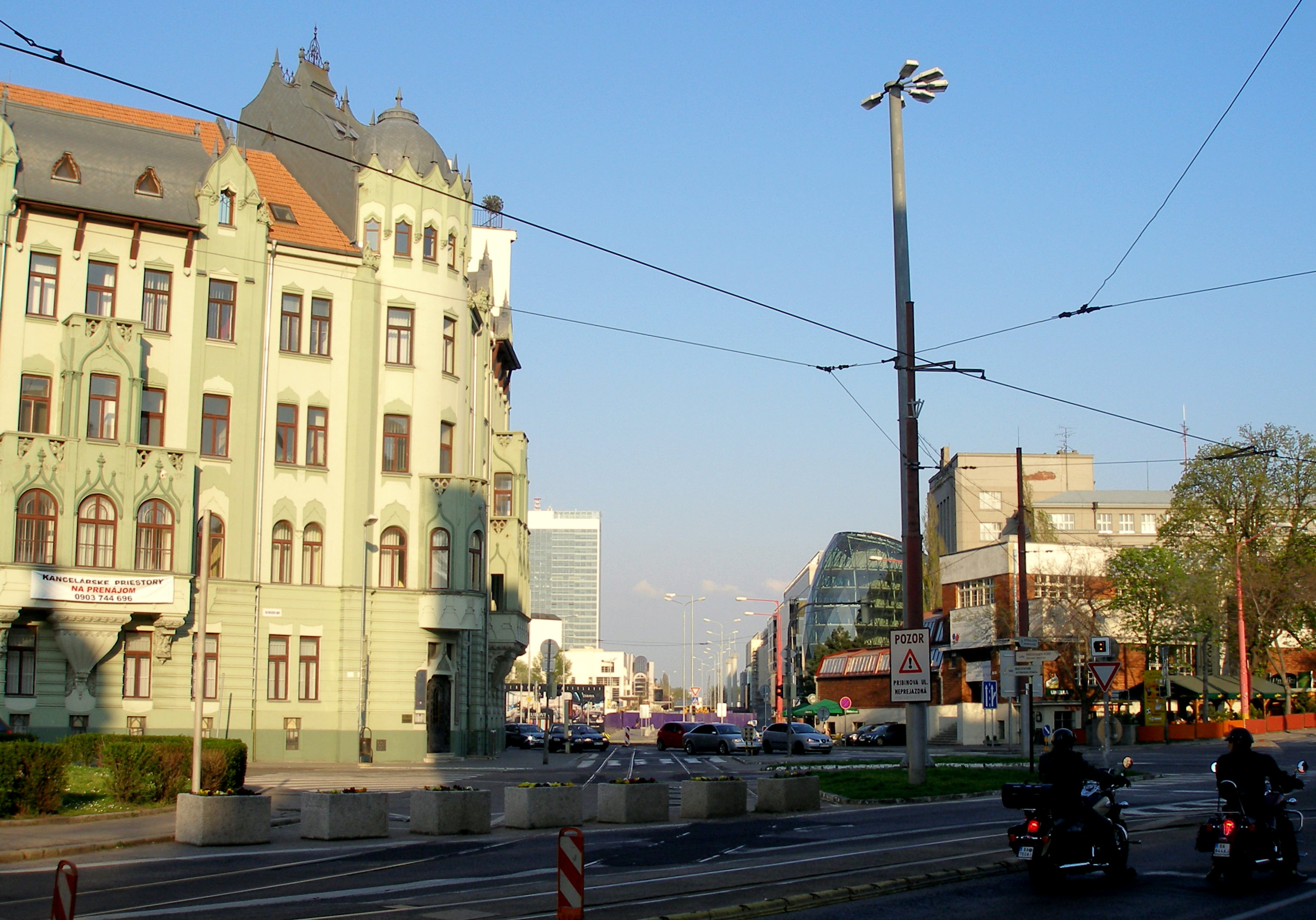
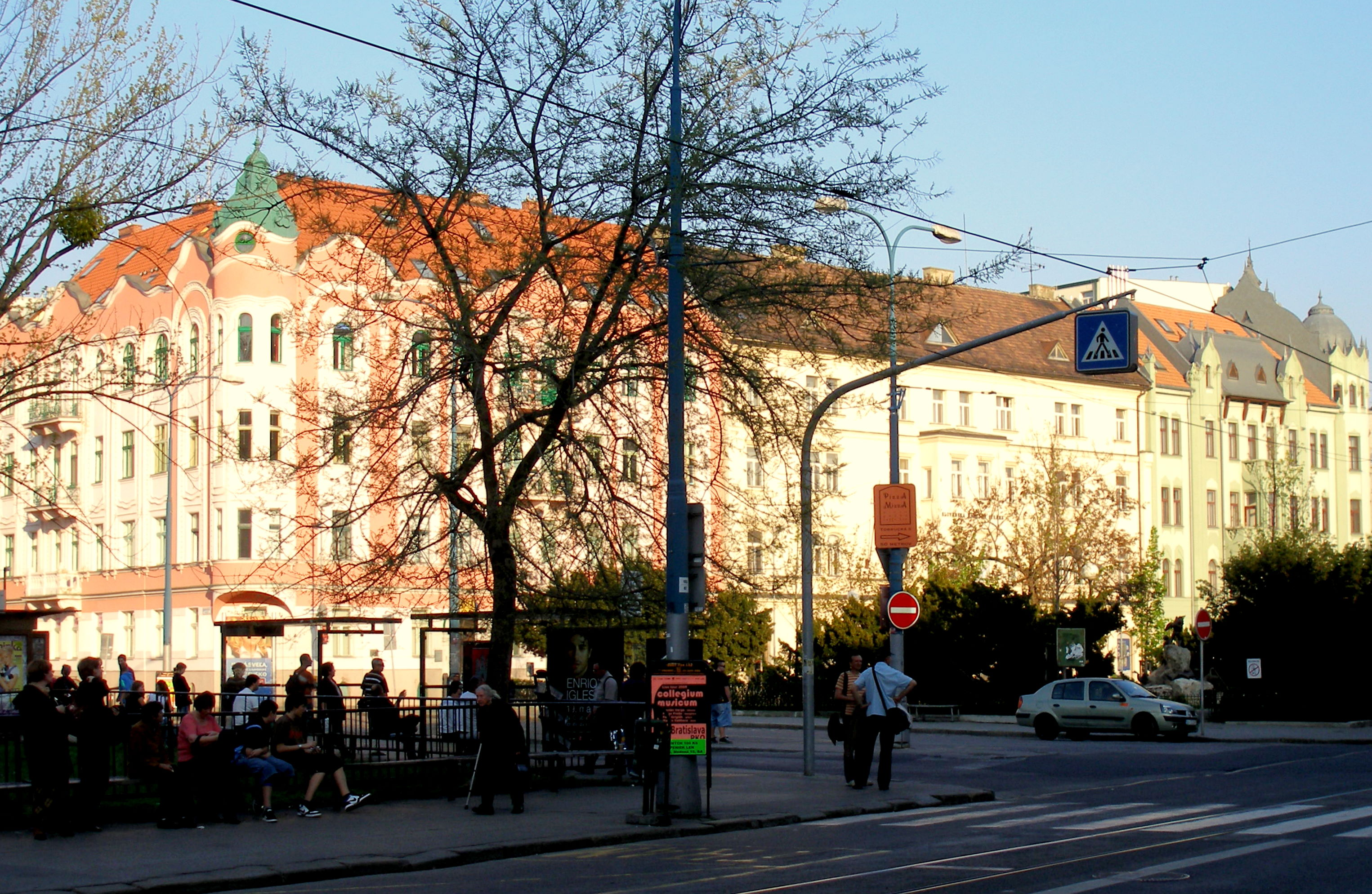